# Moulay Hachem El Gharef
Moulay Hachem El Gharef (ur. 30 czerwca 1965 w Chunajfirze) – marokański piłkarz grający na pozycji pomocnika. W swojej karierze rozegrał 10 meczów w reprezentacji Maroka.

## Kariera klubowa
Swoją karierę piłkarską El Gharef rozpoczął w klubie Club Atlas Khenifra, w którym grał w latach 1980-1983. W 1983 roku przeszedł do Olympique Khouribga. W sezonie 1983/1984 wywalczył z nim wicemistrzostwo Maroka. W 1988 roku odszedł do CD Tenerife. W sezonie 1988/1989 awansował z nim z Segunda División do Primera División. W 1990 roku przeszedł do UD Salamanca i w sezonie 1990/1991 spadł z nim z Segunda División do Segunda División B. W 1992 roku wrócił do Maroka, do Olympique Khouribga. Grał w nim do 1995, czyli do końca swojej kariery.

## Kariera reprezentacyjna
W reprezentacji Maroka El Gharef zadebiutował 5 lutego 1988 w przegranym 1:2 towarzyskim meczu z Francją, rozegranym w Monako. W 1988 roku powołano go do kadry na Puchar Narodów Afryki 1988. Na tym turnieju zagrał w pięciu meczach: grupowych z Zairem (1:1), z Algierią (1:0) i Wybrzeżem Kości Słoniowej (0:0), w półfinale z Kamerunem (0:1) i o 3. miejsce z Algierią (1:1, k. 3:4). Z Marokiem zajął 4. miejsce w tym turnieju. Od 1988 do 1989 wystąpił w kadrze narodowej 10 razy.